# Famille de Terride
 (septembre 2023).
La famille de Terride alias de Tarride, est une famille noble originaire du département du Gers.

## Historique
Attesté dès 993, la famille de Terride serait issue d'une branche cadette de la famille des comtes de Toulouse, et tiendrait son nom d'un château de Terrides près de Cologne, dans le Gers. Rapidement, la famille devient détentrice de la vicomté de Gimois. De 1189 à 1192, un certain vicomte Gaulthier de Terride participe à la troisième croisade. Au cours du XIIIe siècle, malgré la défaite du parti cathare auquel elle avait adhéré, et les nombreuses dépossessions qui en ont résultées, elle obtient aussi la seigneurie de Penneville, et Raymond-Jourdain de Terrides y fait bâtir un nouveau château de Terride (en hommage au château originel de la famille), entre 1320 et 1330. Celui-ci devient la demeure principale de la famille.
Les Lomagne-Fimarcon héritent vers 1500 des baronnie de Terride et vicomté de Gimois, Odet III de Lomagne-Fimarcon (v. 1435-1503) ayant épousé en secondes noces en 1496 Marie de Terride (née en 1445-† ap. 1505 ; Sans postérité), et surtout sa mère étant Mathe-Rogère de Comminges-Couserans, fille du vicomte Jean-Roger et de Marie de Terride et Gimois (fille héritière de Bertrand de Terride et Gimois), selon Moréri (1759).
Au XVIe siècle,  Antoine de Lomagne-Terride et Gimois, fils de Georges et petit-fils d'Odet III, se distingue durant les guerres d'Italie, et après avoir été nommé gouverneur du Piémont, François Ier lui rend visite au château de Terride le 20 septembre 1540, et lui fait don de nombreuses terres. Durant les guerres de religion, Géraud de Terride, quatrième fils du vicomte, se convertit au protestantisme et chasse ses quatre frères catholiques. Il combat ensuite dans les rangs huguenots et participe à la prise de l'abbaye de Belleperche, avant que le roi de France, n'envoie Honorat II de Savoie prendre le château de Terride, siège au cours duquel Géraud de Terride est tué. La branche principale de la famille s'éteint donc.
Vers 1652, une branche secondaire de la famille, enrichie par le travail verrier dans l'albigeois, fait bâtir un relais de chasse près de Puycelsi, le château de Terride.